# Josep Guinovart i Bertran
Josep Guinovart i Bertran (Barcelona, 1927 - 12 de desembre de 2007) fou un pintor, dibuixant i gravador català, considerat un dels màxims representants de l'informalisme.

## Biografia
Josep Guinovart va néixer en el bressol d'una família menestral i de ben jovenet, amb catorze anys, ja es documenta la seva labor com a pintor de parets al taller familiar.
Passaria gran part de la Guerra Civil a la vila d'Agramunt, juntament amb la seva mare, avi, tietes i germans, fet que l'apropà directament a la natura, les eines i els animals. Passat l'enfrontament bèl·lic, justament l'any 1941, ingressà a l'Escola de Mestres Pintors, època en què s'inicià en la pintura a l'aire lliure als afores de Barcelona, especialment a Sant Genís dels Agudells. Dos anys després ingressà a l'Escola d'Arts i Oficis del carrer Aribau, on formà part de les aules nocturnes, i l'any 1944 consta com alumne de l'Escola de la Llotja.

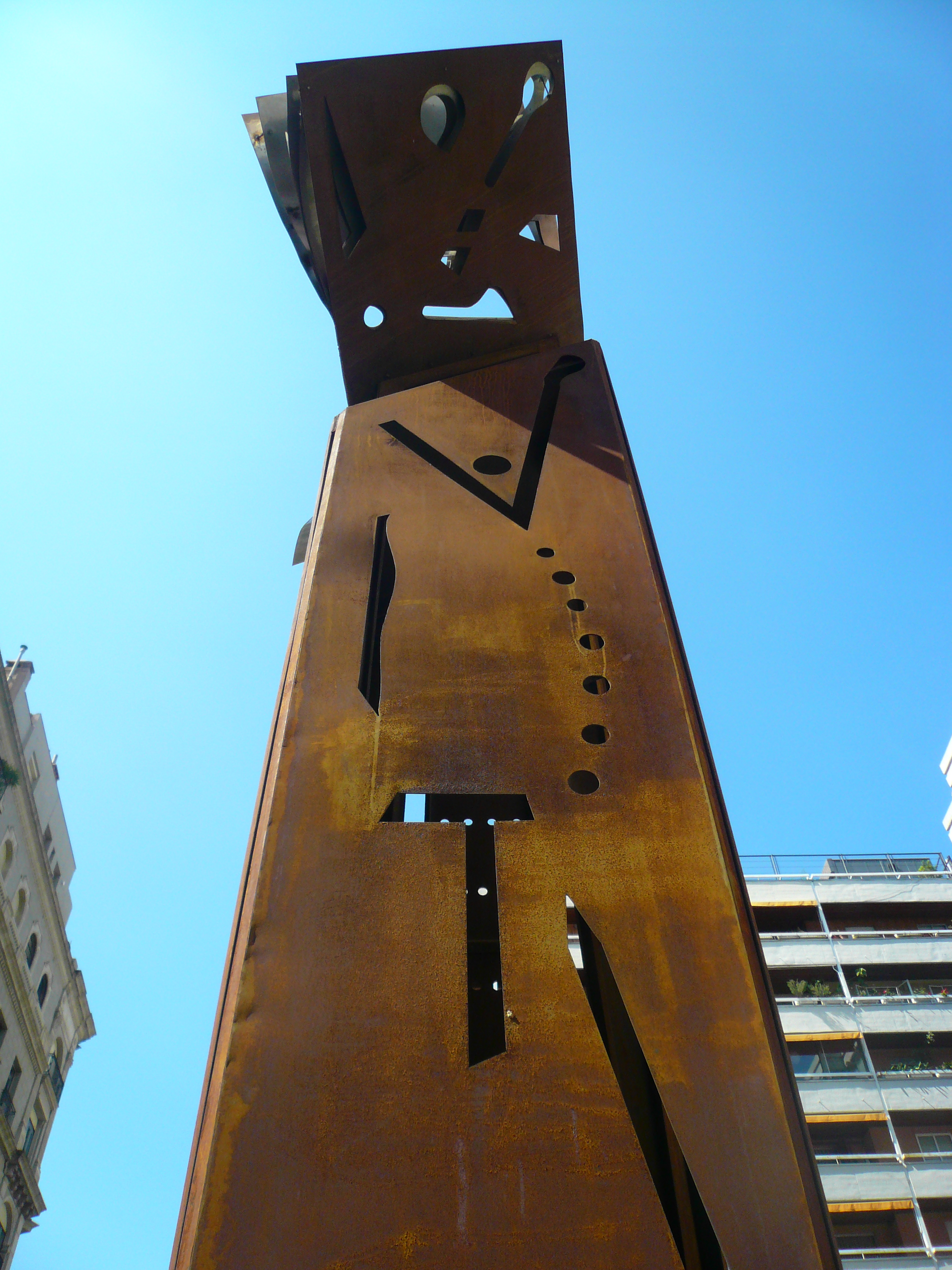
Al llibre (1992) al carrer Moià, Barcelona

L'any 1946, Guinovart conclouria els seus estudis a l'Escola d'Arts i Oficis i obtindria una beca del Foment de les Arts Decoratives (FAD), fet pel qual pogué gaudí de l'assistència a un curs de dibuix al natural. Les seves primeres obres estan fortament marcades per Nonell i Gimeno.
L'any 1948, estiu del qual passà a la vila lleidatana d'Agramunt, d'on era la seva mare, presentà la seva primera exposició individual a les Galeries Syra de Barcelona. D'ençà que va abandonar el realisme d'intenció naturalista. Al pas de la dècada dels anys quaranta als cinquanta es vinculà al grup Dau al Set, on consolidà plantejaments ideològics i des d'aleshores considerà ineludible el trencament amb les formes imperants en l'art. Esdevenint aquell grup com una finestra a l'art d'avantguarda europeu, però se sentia desvinculat de la generació d'artistes com Joan Miró i de la seva formació.
L'any 1951 fou un any decisiu en la trajectòria professional de Guinovart, ja que es dedicà plenament a la pintura i realitzà els seus primers gravats a l'aiguafort per a il·lustrar els llibres Homenaje a García Lorca i Cantos espirituales negros d'Editorial Cobalto. S'inicià en aquesta disciplina de manera autodidàcta i, com en la resta de llenguatges artístics, feu una recerca constant. Tanmateix, en aquell any il·lustrà el programa del concert de jazz de Mezzrow, al Hot Club i Club49 de Barcelona.
L'any 1953 va guanyar una beca de l'Institut Francès per a viatjar a París de cinc mesos on s'amarà de l'obra de Cézanne i Matisse. Il·lustraria, llavors, amb cinc dibuixos, la Carta a Miguel Hernández de Cesáreo Rodríguez-Aguilera, projecte inclòs al número de març de la revista Dau al Set.
A la seva tornada a Barcelona fou fundador amb Antoni Tàpies, Joan Josep Tharrats, Modest Cuixart, Marc Aleu, Jordi Mercadé i Jaume Muxart del Grup Taüll que tingué una vida efímera, però aplegà alguns dels artistes més destacats. Després d'una temporada treballant en il·lustracions i decorats escenogràfics, cap a l'any 1957 va iniciar una decantació cap a l'art abstracte, la seva obra poc convencional, utilitza elements tridimensionals gairebé constantment a les seves obres, la majoria també de gran format. Durant el mateix any 1955 realitzà la decoració i figurins per al ballet de Juan Tena Suite d'Hidalgo, i realitzà murals a Moto Guzzi Hispania i en un edifici del Turó Parc barceloní.
Després d'una temporada treballant en il·lustracions i més decorats escenogràfics, cap a l'any 1957 va iniciar una decantació cap a l'art abstracte, la seva obra poc convencional, utilitza elements tridimensionals gairebé constantment a les seves obres, la majoria també de gran format. D'aquest any consten tres murals realitzats pel vestíbul i la sala de teatre i cinema de les Llars Mundet, i un mural per a l'edifici Pirelli de Barcelona.
Durant la dècada dels cinquanta participà en moltes biennals d'art contemporani a São Paulo el 1952 i el 1957; a Alexandria el 1955 i a Venècia el 1958 així com el 1962. D'aquesta manera sortia d'Espanya de manera oficial i podia constatar que les arts plàstiques d'avantguarda no resultaven incòmodes al règim franquista a diferència d'altres llenguatges com el literari o el cinematogràfic. Posteriorment, Guinovart es mostrava convençut que la pintura o l'escultura al nostre país estaven a nivell internacional, però que hi havia una greu manca de formació escolar, ja que l'art contemporani arribava al públic com a buit de significat.
L'any 1960 començà a treballar en el camp de la litografia, cosa que li permeté continuar experimentant amb el gravat. D'aquesta dècada destaquen els decorats que feu per a Historia de los Tarantos (1962) d'Alfredo Mañas, Bodas de Sangre (1963) de Federico García Lorca, La feria del Come y Calla (1964) de Mañas i La dama boba (1966) de Lope de Vega; les il·lustracions del llibre Poesies (1962), de Salvat Papasseit, de l'Editorial Arial, i els deu articles de Julián Marías a El Noticiero Universal (1965); i els murals per la casa dels senyors Almirall (1962), de l'arquitecte Leonori, el mural ceràmic de Riudellots de la Selva i l'esgrafiat per un edifici del carrer Balmes-Pàdua (1963), obra de l'arquitecte Carmona Sanz.
El 1969 estrena nou estudi a Castelldefels, Can Tieso, el mateix any en què Cesáreo Rodríguez-Aguilera publica un estudi monogràfic vers l'obra de Guinovart a la revista Cuadernos Hispanoamericanos.
L'any 1970, quan començà a treballar amb la serigrafia, realitzà els cartells per al Primer Festival Popular de Poesia Catalana (Barcelona) i per al Primer Festival de la Cançó Popular (Lleida). Durant aquesta dècada realitzà nombrosos viatges (Portugal, França, Estats Units d'Amèrica).
Tanmateix, destaca el fet que el Museu Guggenheim de Nova York l'hi comprà dos aiguaforts i que feu una donació que feu de més de cent escultures de fusta policromada al Museu d'Art Modern de Barcelona (1978).
El 1982 planifica l'escenografia, a la manera de fris corregut, en homenatge al Guernica de Picasso, que es mostra a la galeria novaiorquesa The Exhibition Space del Soho.
L'any 1989 comença a plantejar el futur Espai Guinovart d'Agramunt, any en què precisament es publica un altre estudi dedicat a l'artista, Josep Guinovart-Joaquim Molas de la col·lecció Diàlegs a Barcelona. L'any següent, el 1990, s'inaugura al pati del col·legi públic Macià-Companys d'Agramunt el monument de Guinovart dedicat a la memòria de Companys.
L'any 1992 es publica el llibre Els cartells olímpics, Barcelona, COOB.
L'any 1994 es va inaugurar un museu o espai d'art a Agramunt dedicat a la seva obra, població a la qual havia nascut la seva mare i a la que ell sempre ha estat vinculat. El museu s'anomena l'Espai Guinovart d'Agramunt, i comparteix municipi amb "Lo Pardal", la casa de la poesia visual de Guillem Viladot.
L'any 2002, quan es commemorà el seu setanta-cinquè aniversari, se'l proclamà Fill Adoptiu de la Vila d'Agramunt.
L'any 2006 va dissenyar el celler Mas Blanch i Jové a La Pobla de Cérvoles i fou l'ideòleg de La Vinya dels Artistes que es va inaugurar de forma pòstuma com a homenatge a l'artista durant l'any 2010 amb la presentació de la seva escultura "L'Orgue de Camp": un instrument de 6 metres d'altura instal·lat perquè el vent pugui cantar als ceps. A dins del mateix celler també es pot veure l'obra "In Vino Veritas", de 10,5 m, així com altres obres de l'artista.
Josep Guinovart va morir a Barcelona el 12 de desembre de 2007; fou sebollit al cementiri de Sant Gervasi. Des de la seva mort s'han organitzat nombroses exposicions dins i a fora del territori i tant la Fundació Josep Guinovart com el celler Mas Blanch i Jové segueixen treballant per la difusió de la seva obra.

## Premis
- 1963- Premi d'Adquisició al XII Premio de Lissone de Milà
- 1965- Tercer Premi Ciutat de Terrassa
- 1966- Premi especial ADI/FAC per Estudi de la forma
- 1981- Premi Ciutat de Barcelona
- 1982- Premi Nacional d'Arts Plàstiques d'Espanya
- 1983- Creu de Sant Jordi
- 1984- Cavaller de l'Orde de les Arts i les Lletres, atorgat pel Govern Francès
- 1987- Premi de la Fundació C.E.O.E. a las Artes, Fundación Confederación Española de Organizaciones Empresariales, Madrid
- 1988- Internacional Honorary Citizen (Nova Orlans).
- 1989- Premi Nacional d'Arts Plàstiques del Departament de Cultura de la Generalitat de Catalunya
- 1990- Premi Nacional d'Arts Plàstiques del Departament de Cultura de la Generalitat de Catalunya
- 1993- Oficial de l'Orde de les Arts i les Lletres, atorgat pel Govern Francès
- 1995- Premi A.C.C.A. de la Crítica d'Art a l'Espai Guinovart d'Agramunt, Associació Catalana de Crítics d'Art
- 1996- Premi Eina a Barcelona
- 1999- Premi A.C.C.A. de la Crítica d'Art a l'Espai Guinovart d'Agramunt, Associació Catalana de Crítics d'Art
- 2001- Premi l'Orde al Mèrit Cultural Gabriela Mistral, Govern de Xile
- 2002- Premi d'Arts Plàstiques Medalla Morera, Museu d'Art Jaume Morera de Lleida
- 2002- Premi Punt Vermell, atorgat per l'Associació d'Artistes de Mallorca
- 2003- L'Ajuntament d'Agramunt el nomena fill adoptiu
- 2003- Premi Especial Ciutat de Castelldefels
- 2004- Premi Aura de l'Associació Restaurador i Alfa Romeo de Barcelona
- 2005- Premi a la Promoció Lleidatur 2005 a la Fundació Privada Espai Guinovart atorgat pel Patronat de Turisme de la Diputació de Lleida
- 2006- Acadèmic d'Honor per la Reial Acadèmia Catalana de Belles Arts de Sant Jordi

## Obres
L'obra de Guinovart s'articula com un diàleg constant amb la realitat, una contraposició d'oposats que revelen continuïtat o conciliació, tot jugant amb la matèria, el color, la poesia i la música.
- 1948- Blat, pintura a l'oli i collage sobre paper, 36 x 28 cm, Barcelona, col·lecció particular.
- 1950- Primera comunió, pintura a l'oli sobre tela, 81 x 100 cm, Barcelona, col·lecció particular.
- 1950- La caça de l'òliba, pintura a l'oli sobre tela, 130 x 163 cm, Barcelona, col·lecció particular.
- 1953- Delf, pintura a l'oli sobre tela, 130 x 163 cm, Barcelona, col·lecció particular.
- 1954- Cap, guaix sobre paper, 66 x 50 cm, col·lecció de l'artista.
- 1959- Collage, tècnica mixta sobre fusta, 93 x 26 cm, Barcelona, col·lecció particular.
- 1961 - 1963- Composició, tècnica mixta sobre fusta, 203 x 103 cm, Barcelona, col·lecció Miquel Milà.
- 1963 - 1973- Les banderes, tècnica mixta sobre fusta, 208 x 103 cm, Barcelona, col·lecció particular.
- 1966- Autoretrat, tècnica mixta sobre fusta, 225 x 65 cm, Barcelona, col·lecció particular.
- 1967-Homenatge a Picasso, tècnica mixta sobre fusta, 220 x 75 cm, Sant Sebastià, col·lecció particular.
- 1969- El Mestre, tècnica mixta sobre fusta, 49 x 33 cm, Barcelona, col·lecció Francesc Mestre.
- 1970- Brotxa bandera, tècnica mixta sobre tela, 97 x 100 cm, Barcelona, col·lecció particular.
- 1970- El Crist del penjador, tècnica mixta sobre tela, 73 x 54 cm, col·lecció Alorda-Derksen.
- 1970- Naturalesa viva, tècnica mixta sobre fusta, 102 x 131,5 cm, Barcelona, col·lecció particular.
- 1973- Homenatge a Allende, collage sobre fusta, 95,5 x 80,5 cm, col·lecció Rafael Tous.
- 1973- Homenatge a Miró I, tècnica mixta sobre fusta, 100 x 100 cm, Barcelona, col·lecció particular.
- 1974- Coatzacoalcos, pintura a l'oli sobre tela, 97 x 130 cm, Barcelona, col·lecció particular.
- 1975- Homenatge a Garcia Seguí ‘El noi de sucre' I i II, tècnica mixta sobre fusta, 200 x 67 cm, Madrid, col·lecció De Pictura.
- 1975- Rasclet, tècnica mixta sobre fusta, 90 x 247 cm, Agramunt, Fundació Espai Guinovart.
- 1976- Agramunt IV, tècnica mixta sobre fusta, dos plafons de 180 x 211 cm c/u, Barcelona, Museu d'Art Contemporani.
- 1978 - Contorn-Entorn, conjunt escultòric, Espai Guinovart, Poble Espanyol de Barcelona.
- 1978- Fang i paraigua, muntatge, tècnica mixta, 200 x 132 cm, col·lecció de l'artista.
- 1981- Blau i fulles, collage i pintura a l'oli sobre tela, 140 x 110 cm, Barcelona, Garlia Joan Prats.
- 1982 - 1986- L'enterrament del Guernica II, tècnica mixta sobre fusta, 240 x 122 cm, Agramunt, Fundació Espai Guinovart.
- 1986- Homenatge a Miró III (des del cap Arrels), pintura a l'oli i collage sobre tela, 210 x 122 cm, Barcelona, col·lecció Antonio Niebla.
- 1988- Nova York, tècnica mixta sobre fusta, 270 x 136 cm, Barcelona, col·lecció ‘El Conventet'
- 1992- Al llibre, escultura, 760 x 290 x 131 cm, Barcelona, Institut Francès de Barcelona.
- 1998 - 2000- Màrius Torres, tècnica mixta sobre fusta, 244 x 244 cm, Agramunt, Fundació Espai Guinovart.
- 1998- Creu guitarra (II), tècnica mixta sobre fusta, 152'5 x 109 x 14 cm, Agramunt, Fundació Espai Guinovart.
- 2001- Itaca, tècnica mixta sobre fusta, 244 x 122 cm c/u, Agramunt, Fundació Espai Guinovart.
- 2003- El cor de l'era, tècnica mixta sobre fusta, 205 x 205 cm.
- 2003- Rostoll cremat, tècnica mixta sobre fusta, 122 x 122 cm.
- 2007- In Vino Veritas.

## Museus amb obra seva
- Fundació Privada Espai Guinovart, Agramunt
- Espai Guinovart del Poble Espanyol de Barcelona, Barcelona
- Colección de la Exposición Internacional de Escultura en la Calle, Santa Cruz de Tenerife
- Museo Nacional Centro de Arte Reina Sofía, Madrid
- Museu d'Art Contemporani de Madrid
- Museu Nacional d'Art de Catalunya, Barcelona
- Museu Eusebio Sempere, Alacant
- Museo de Navarra, Tafalla
- Museu de Belles Arts de Bilbao
- Museo de San Telmo
- Casa de las Américas, l'Havana
- Museu de Bochum, Alemania
- Fine Arts Museum of Long Island, Nova York
- Museo de Arte Moderno, Ciudad de México
- Museo Patio Herreriano de Arte Contemporáneo Español, Valladolid
- Museo de Bellas Artes, Caracas, Venezuela
- Museo de la Solidaridad, Santiago de Chile
- Museu de Arte Contemporáneo d'Alexandria
- Museu de Lissone, Milà
- Museu de Sant Pol de Mar
- Biblioteca Museu Víctor Balaguer, Vilanova i la Geltrú
- Museu Guggenheim (Nova York)
- Museo Provincial de Álava, Vitòria
- Museo de Arte Carrillo Gil, Ciutat de Mèxic
- Museu d'Art Contemporani de Barcelona
- Fundació la Caixa, Barcelona
- Museu de l'Assegurada, Alacant
- Museo de Art Nouveau y Art Deco
- Museo de Arte Contemporáneo de Cáceres
- Museo de Maracay. Venezuela
- Museu d'Art Contemporani d'Elx
- Museu d'Art Contemporani de Vilafamés
- The Hispanic Society of America, Nova York
- Museu Can Mario, Fundació Vila Casas, Palafrugell
- Museu Abelló, Mollet del Vallès
- Museu d'Art de Sabadell
- Museu Olímpic i de l'Esport